# Ара-Булак (Забайкальский край)
Ара-Булак (бур. Ара Булаг) — село в Могойтуйском районе Агинского Бурятского округа Забайкальского края России. Входит в состав сельского поселения «Хила».

## География
Село находится в юго-восточной части района, при Забайкальской железной дороге, к югу от реки Аги, на расстоянии примерно 11 километров (по прямой) к юго-востоку от посёлка городского типа Могойтуй. Абсолютная высота — 629 метров над уровнем моря.
Климат
Климат характеризуется как резко континентальный с умеренно жарким летом и продолжительной морозной малоснежной зимой. Средняя температура воздуха самого холодного месяца (января) составляет −22 — −26 °C; самого тёплого месяца (июля) — 18-20 °C. Также наблюдаются большие перепады сезонных и суточных температур, недостаточная увлажненность, большая сухость воздуха и значительное число солнечных дней в году. Вегетационный период 150 дней и более
Часовой пояс
Село Ара-Булак находится в часовой зоне МСК+6. Смещение применяемого времени относительно UTC составляет +9:00.

## История
Основано в конце XIX века.
С 1936 по 2002 год в селе размещался градообразующий 239 Военный склад продовольственной службы ордена Ленина Забайкальского военного округа.

## Население
| 2002 | 2010 | 2021 |
| ---- | ---- | ---- |
| 200  | ↗204 | ↘165 |

Половой состав
По данным Всероссийской переписи населения 2010 года в половой структуре населения мужчины составляли 46,6 %, женщины — соответственно 53,4 %.
Национальный состав
Согласно результатам переписи 2002 года, в национальной структуре населения русские составляли 83 %.

## Улицы
Уличная сеть села состоит из двух улиц.